# Kurt-Otto Fritsch
Kurt-Otto Fritsch (* 21. August 1924 in Thale) ist ein deutscher Schauspieler.

## Leben
Sein Debüt gab der in Berlin-Schöneberg lebende Schauspieler und Rundfunkmoderator 1950 in Wolfgang Schleifs Saure Wochen, frohe Feste und spielte im gleichen Jahr in Die lustigen Weiber von Windsor. Darauf konnte man ihn in Die Sonnenbrucks, in Zugverkehr unregelmäßig, Der Untertan  oder in vielen weiteren Spielfilmen der 1960er Jahre sehen, wie Anfrage (1962) als Assessor, Schlachtvieh (1963) als Schaffner oder Der Augenblick des Friedens.
Seinen schauspielerischen Durchbruch erlangte er 1982 als Prokurist Brieger unter der Regie von Egon Monk in Die Geschwister Oppermann. 1963 konnte man seine Stimme im bundesdeutschen Film Mauern hören, bei dem Egon Monk ebenfalls Regie führte. Kurt-Otto Fritsch sprach in mehreren Hörspielen, etwa in Benjamin Blümchen, Bibi Blocksberg und Jan Tenner. Als Synchronsprecher agierte er u. a. in einer Gastrolle in der Serie Perry Mason.

## Werk

### Film und Fernsehen
- 1949: Der Rat der Götter
- 1950: Die lustigen Weiber von Windsor
- 1950: Saure Wochen – frohe Feste
- 1951: Die Sonnenbrucks
- 1951: Der Untertan
- 1962: Anfrage
- 1963: Schlachtvieh
- 1965: Der Augenblick des Friedens
- 1966: Der Hund
- 1983: Die Geschwister Oppermann

### Hörspiele
- 1953: Heinz Oskar Wuttig: Nachtstreife – Regie:Peter Thomas (Original-Hörspiel – RIAS)
- 1956: Heinz Oskar Wuttig: Columbushaus – Regie: Hanns Korngiebel (Hörspiel – RIAS)
- 1956: William Saroyan: Sam Egos Haus (Intra Nötig, Flieger) – Regie: Erich Köhler (Hörspielbearbeitung – SFB)
- 1958: Horst Pillau: Janet kommt heute Abend (Funker) – Regie: Tom Toelle (Originalhörspiel, Kurzhörspiel – SFB)
- 1960: Georg Zivier: Berlin und das Romanische. Von der schöpferischen Bohème – Regie: Hanns Korngiebel (Dokumentarhörspiel – RIAS)
- 1962: Alfred Berndt, Kurt Habernoll: Mitten in einer Stadt – Regie: Hanns Korngiebel (Hörspiel – RIAS)
- 1963: Lillian Aye: Die Jagd nach dem Täter (118. Folge: Die Scheidung) (Kurt Haller, Schauspieler) – Regie: S. O. Wagner (Originalhörspiel, Kriminalhörspiel – NDR)
- 1965: Alfred Döblin: Die Ehe (Drogist) – Regie: Gerlach Fiedler (Hörspielbearbeitung – NDR)
- 1978: Peter Lustig, Elfie Donnelly: tam tam ganz groß: Das Charlottenburger Schlossgespenst (2 Teile) – Regie: Ulli Herzog (Originalhörspiel, Kinderhörspiel – SFB)
- 1984: Achim Bröger: Nickel und Herr Siemon hinter der Wand (9. Folge: Das stärkste Kind der Welt) (2. Möbelträger) – Regie: Uli Herzog (Originalhörspiel, Kinderhörspiel, Kurzhörspiel – SFB)
- 1986: Peter Steinbach: Weihnachtsmänner gibt es doch – Regie: Albrecht Surkau (Kinderhörspiel – SFB)
- 1987: Achim Bröger: Nickel und Herr Siemon hinter der Wand (33. Folge: Nickel und der Wunschtag) – Regie: Ulli Herzog (Originalhörspiel, Kinderhörspiel, Kurzhörspiel –SFB)

Sonstige:
- Benjamin Blümchen: Der Weihnachtstraum
- Bibi Blocksberg: Bibi Blocksberg hat Geburtstag
- Bibi Blocksberg: Bibi Blocksberg und die Weihnachtsmänner
- Jan Tenner: Gefahr aus dem All
- Jan Tenner: Gefährliche Insel
- Jan Tenner: Geheimnis des Adlers
- Die kleinen Detektive: Das Gespensterhaus
- Gullivers Reisen 1: Im Lande Lilliput (Hörspielbearbeitung von Evelyn Hardey nach Jonathan Swift)
- Gullivers Reisen 2: Im Lande der Riesen (Hörspielbearbeitung von Evelyn Hardey nach Jonathan Swift)